# PSY・S
PSY・S（サイズ）は、松浦雅也とCHAKAによる日本のニュー・ウェイヴ系の音楽ユニットである。1985年にデビュー。1996年8月1日に解散（後に"終焉"と表現）。1980年代後半の活動当初から、当時最先端の電子楽器であるフェアライトCMIを駆使して活動。

## メンバー
松浦雅也（まつうら まさや、1961年6月16日 - ）
作曲、編曲。大阪府大阪市出身。フェアライトCMIでサウンドを構築、シンセサイザー、キーボード・ギター・ベースをこなすマルチプレイヤーでもある。PSY・S解散後はゲームのプロデュースに注力し、プレイステーション向けゲームソフト『パラッパラッパー』で音楽ゲームというゲームジャンルを確立し、数多くの賞を受けた。
CHAKA（チャカ、安則まみ、出生名：安則眞実、1960年7月16日 - ）
ボーカル、作詞。大阪府大阪市西成区出身。18歳の頃、大阪のジャズクラブでプロ歌手活動を開始。解散後は、PSY・S以前から活動していたジャズのフィールドで活動再開。『スイングジャーナル』のジャズディスク大賞受賞。

## 来歴・概要
1983年頃、「PLAYTECHS」というユニット名でアルバム（非売品）のみ作成。ライブ活動は行わず、その時インディーズで発表したアルバムがデビューのきっかけとなる。
1985年5月22日、岡田徹との共同プロデュースによるアルバム『Different View』とシングル「Teenage」の同時発売でCBS・ソニー（現：ソニー・ミュージックエンタテインメント）からメジャーデビュー。「Teenage」のヴィデオクリップの監督は中野裕之。メジャーデビュー後は「SD関西」（のちのCSアーティスツ、ソニー・ミュージック・アーティスツ）に在籍、一年間はライブ活動は一切せず、レコーディングを中心に行っていた。
デビュー後もライブ活動ではシンセサイザーの同期演奏を前面に押し出すようなスタイルは取らず、バックバンド「Live PSY・S」を率いてのバンドサウンドが主であった。美尾洋乃、鈴木賢司、沖山優司、安部王子、新居昭乃、保刈久明、南流石、田中徹などが参加していた。
1987年に放送開始したNHK教育テレビの『土曜倶楽部』のテーマソングとして楽曲「Mind Check」が起用される。
1988年4月21日発売のシングル「Angel Night〜天使のいる場所〜」がアニメ『シティーハンター2』（1話 - 26話）の主題歌に起用された。
1990年からはフェアライトCMIの使用を止め、生演奏をアナログ録音することに徹底的にこだわった『Signal』、ミュージシャン各人がDATで自宅録音した音素材を使うスタジオレスレコーディングの『HOLIDAY』、Macintoshパソコン向けのCD-ROMゲーム『The Seven Colors』、アコースティック楽器によるセルフカヴァー『HOME MADE』など毎回制作手法を大幅に変化させる作風を打ち出す。
1996年、松浦がDTM雑誌『PC music』6月号誌上の連載ページにて解散を発表。8月1日のベスト・アルバム『TWO BRIDGES』の発売をもって解散した。
解散後、CHAKAはPSY・Sについて、「PSY・Sの歌は絶対に歌うな、きみはPSY・Sのメンバーではない、PSY・Sのことを話すな」と言われ、メンバーであったことを否定された発言を受けたと後日自身のtwitterに投稿した。その後も解散して5～6年はPSY・Sの話を言える感じでもなくなっていた時期があり、CHAKAの公式サイトには『PSY・Sを否定してる』『我々の気持ちなんかどうでもいいんですね』と、ファンからの心無い発言をいっぱい書かれて辛かったそうである。
11年間の活動中（デビュー前には、2年間の音楽制作期間がある）、松浦と安則が仕事以外でプライベートで会ったのはたった1回、「30分程度喫茶店でお茶をしただけ」 （松浦談）だったというが、それは「音楽のみでつながっていたい、と松浦くんが望んだから」（CHAKA談）とのこと。
2020年3月23日、初めてアナログ化される『ATLAS』（品番MHJL-150）と、当時のライブツアーをブルーレイ化した『LIVE PSY・S Looking For The "ATLAS" Tour '89』（品番MHXL-82）が2020年6月17日に同時発売されることがSonyMusicから発表された。しかし、2020年4月7日に新型コロナウイルス感染拡大に伴い発令された「緊急事態宣言」のため制作遅延となり発売が延期され、7月22日にリリースされた。

## ディスコグラフィ

### シングル
1. Teenage（1985年5月22日）
2. BRAND-NEW MENU（1985年11月21日）
3. Another Diary（1986年3月5日）
4. Woman・S（1986年11月21日）
5. サイレント・ソング（1987年2月26日）
6. Lemonの勇気（1987年9月21日）
7. Angel Night〜天使のいる場所〜（1988年4月21日）
8. 薔薇とノンフィクション（1988年7月21日）
9. Parachute Limit（1988年10月21日）
10. CHILD （1989年1月21日）
11. ファジィな痛み（1989年7月21日）
12. Wondering up and down〜水のマージナル〜（1989年12月1日）
13. 遊びにきてね（1990年5月21日）
14. Kisses（1990年9月21日）
15. Friends or Lovers（1991年2月10日）
16. 電気とミント-Movie Mix（1991年3月1日）
17. あさ〜from day to day（1991年8月23日）
18. Moonshine（1991年12月1日）
19. 青空は天気雨-Live Version（1992年9月21日）
20. 青空がいっぱい（1993年6月2日）
21. 花のように（1994年2月21日）
22. be with YOU（1994年11月21日）

### アルバム

#### オリジナル・アルバム
1. Different View（1985年5月22日）
2. PIC-NIC（1986年7月2日）
3. Mint-Electric（1987年8月1日）
4. Non-Fiction（1988年8月1日）
5. ATLAS（1989年7月21日）
6. SIGNAL（1990年7月1日）
7. HOLIDAY（1991年12月12日）
8. WINDOW（1993年7月1日）
9. EMOTIONAL ENGINE（1994年12月12日）

#### その他のアルバム
1. PSY・S Presents "Collection"（1987年2月26日）NHK-FM「サウンドストリート」が元となったコラボレーションアルバム
2. TWO HEARTS（1991年4月25日）ベスト・アルバム
3. TWO SPIRITS（1992年7月22日）ライヴベストアルバム
4. HOME MADE（1994年4月21日）セルフカヴァー・アルバム
5. TWO BRIDGES（1996年8月1日）ベスト・アルバム
6. Brand-New Menu+Another Diary（1998年）
7. GOLDEN☆BEST PSY・S (SINGLES+)（2002年11月20日）シングルベストアルバム
8. Psyclopedia（2012年12月12日）オリジナルアルバム9作、Collection、TWO HEARTS、HOME MADE、TWO BRIDGES、TWO SPIRITS HISTORY（TWO SPIRITSのリマスター盤）、初収録曲等を加えた再焼き付けBlu-Spec CD 14枚一体箱。
9. ATLAS（2020年7月22日）5thアルバム『ATLAS』を初アナログ化 松浦雅也監修のもと、1/2インチの原盤から直接焼き付け。

### ビデオシングル
- 電気とミント (CDV)（1988年3月5日）

From The Planet With Love (New Version) / BRAND-NEW MENU (12inch Version) / Chasing The Rainbow / 青空は天気雨 / 電気とミント(ビデオクリップ)
- 遊びにきてね (VSD)（1990年9月21日）

遊びにきてね(ビデオクリップ)

### ビデオ
- PSY・S 4SIZE
- LIVE PSY・S Non-Fiction Tour '88-'89
- Looking for the “ATLAS” Tour
- Tri-PSY・S
- Signal Victory Tour
- Paradise Tour
- MUSIC IN YOUR EYES

### DVD
- LIVE PSY・S NON-FICTION TOUR '88-'89/PSY・S 4SIZE（2005年9月7日）

### Blu-ray
- LIVE PSY・S Looking For The "ATLAS" Tour '89（2020年7月22日）『ATLAS』リリース時のツアーから1989年10月21日の中野サンプラザ公演の模様を収録画質・音質を大幅にアップしたHDリマスター版仕様

### VIDEO CD
- MUSIC IN YOUR EYES（1994年）

### ゲーム
- THE SEVEN COLORS LEGEND OF PSY・S CITY（1993年4月23日、SRRG 1） - Macintosh向けCD-ROMアドベンチャーゲーム。

## タイアップ一覧
| 使用年 | 曲名                          | タイアップ                                                                                  |
| ------ | ----------------------------- | ------------------------------------------------------------------------------------------- |
| 1985年 | BRAND-NEW MENU                | SEIKO「ALBA」CMソング                                                                       |
| 1985年 | WAKE UP                       | 「'85 国際青年年記念」テーマ曲                                                              |
| 1986年 | Another Diary                 | SEIKO「ALBA」CMソング                                                                       |
| 1986年 | サイレント・ソング            | NHK-FM『サウンドストリート』火曜日マンスリーソング（1986年10月）                            |
| 1986年 | サイレント・ソング            | フェニックス「PHENIX 1986 collection」CMソング                                              |
| 1987年 | Woman・S                      | 関西テレビ・フジテレビ系『さんまのまんま』エンディングテーマ                                |
| 1987年 | Mind Check                    | NHK教育『土曜倶楽部』テーマ曲                                                               |
| 1987年 | Lemonの勇気                   | OVA『TO-Y』イメージソング                                                                   |
| 1988年 | Angel Night〜天使のいる場所〜 | よみうりテレビ・日本テレビ系アニメ『シティーハンター2』オープニングテーマ（第1話 - 第26話） |
| 1988年 | EARTH〜木の上の方舟〜         | よみうりテレビ・日本テレビ系アニメ『シティーハンター2』挿入歌                               |
| 1988年 | 薔薇とノンフィクション        | NHK総合『Just Pop Up』エンディングテーマ                                                    |
| 1988年 | 3-D天国                       | NHK『みんなのうた』10月・11月度放送曲                                                       |
| 1988年 | Parachute Limit               | 日本テレビ系『独占!!スポーツ情報』オープニングテーマ                                        |
| 1988年 | Robot                         | 関西テレビ・フジテレビ系『さんまのまんま』エンディングテーマ                                |
| 1989年 | CHILD                         | 東宝配給映画『スウィートホーム』イメージソング                                              |
| 1989年 | STAMP                         | NHK総合『Just Pop Up』エンディングテーマ                                                    |
| 1989年 | Parachute Limit               | ファミリーコンピュータ用ゲームソフト『コズミックイプシロン』1面BGM                          |
| 1990年 | 遊びにきてね                  | テレビ朝日系『いつか行く旅』エンディングテーマ                                              |
| 1990年 | Kisses                        | 東京テレメッセージ CMソング                                                                 |
| 1990年 | 電気とミント-Movie Mix        | 映画『リトル☆ダイナマイツ ベイビートークTOO』イメージソング                                 |
| 1991年 | Friends or Lovers             | TBS系 金曜ドラマ『ママってきれい!?』テーマソング                                            |
| 1992年 | 青空は天気雨                  | 映画『きらきらひかる』イメージソング                                                        |
| 1993年 | 青空がいっぱい                | 明治乳業「ブルガリアフローズンヨーグルト」CFソング                                          |
| 1994年 | 花のように                    | コーセー「ヴィセ」CFイメージソング                                                          |
| 2019年 | Angel Night〜天使のいる場所〜 | アニプレックス配給アニメ映画『劇場版シティーハンター 新宿プライベート・アイズ』挿入歌       |

## 関連人物
- サエキけんぞう - 初期の楽曲で作詞を担当
- いまみちともたか - 楽曲の多くでリードギターを担当
- 松尾由紀夫
- 松本隆
- 久保田洋司
- 東祥高 - 松浦は東個人の音楽制作工房「TON STUDIO」が機材を一新した上で法人化した「NEW*TON STUDIO」の社長として1993年頃まで在籍